# Пухальський Іларіон Юрійович
Іларіон Юрійович Пухальський (2 листопада 1929, с. Дарахів Теребовлянського р-ну Тернопільської обл. — 14 травня 1991, с. Струсів) — український бандурист, заслужений працівник культури України, керівник Струсівської капели бандуристів.

## Життєпис
У 1954 закінчив філологічний факультет (відділ іноземних мов) Чернівецького державного університету. Викладав німецьку мову в с. Лошнів Теребовлянського району, був інспектором РайВНО. З 1962 — директор Струсівської середньої школи Теребовлянського районуну.
В 1955 почав вчитися грати на бандурі у Ганни Сергіївни Вернигір. Потім вдосконалював техніку гри самостійно та за підручниками. З 1962 по 1967 систематично їздив на семінари до Києва, на заняття до Державної заслуженої капели бандуристів, де підвищував свою кваліфікацію під керівництвом О. З. Міньківського та О. Незовибатька.
В 1957 організував у с. Струсів тріо бандуристів (І. Ю. Пухальський, А. Д. Заячківський, В. В. Обухівський), на основі якого згодом утворилась капела бандуристів. Цією капелою незмінно керував хормейстер М. Д. Ляхович. Капела до 1970 дала понад 350 концертів, брала участь у республіканських фестивалях самодіяльного мистецтва, оглядах 1959, 1964, 1967. Великою подією в житті І. Ю. Пухальського та всіх учасників капели була участь у виступі зведеної капели бандуристів на концерті для делегатів XXIV з'їзду КПРС у Кремлівському Палаці з'їздів.